# 周太王陵
周太王陵，是周朝先祖、周文王的祖父周太王的陵墓，周太王（古公亶父）死后葬于周原，陵墓位于陕西省岐山县祝家庄镇岐阳村，陵高6米多，周长150多米。

## 历史
清高宗乾隆四十八年（1783年）陕西巡抚毕沅所书隶书，刻立周太王陵碑，碑正中隶书“周太王陵”，清乾隆四十八年岐山的知县平世增立了石墓碑一座。
文化大革命期间遭严重损毁，陵墓面积大大缩减，原有的一些建筑物包括王陵前原有十二匹石马被严重破坏，改革开放以后开始修缮。
2008年9月16日，周太王陵被列入第五批陕西省文物保护单位之一。